# A Flower Bookmark 2
A Flower Bookmark 2 (Hangul: 꽃갈피2; RR: Kkotgalpi 2) là mini album cover thứ hai của ca sĩ, nhạc sĩ, diễn viên Hàn Quốc IU. Đây cũng là mini album tiếng Hàn thứ sáu của cô. Mini album được phát hành vào ngày 22 tháng 9 năm 2017 bởi LOEN Entertainment dưới sản xuất Fave Entertainment. Giống như album cover trước, A Flower Bookmark đặc biệt có những phiên bản cover của các bài hát nổi tiếng của K-pop từ những năm 1960 đến những năm 2000.

## Background và phát hành
A Flower Bookmark 2 tổng cộng các phiên bản cover của các bài hát nổi tiếng của K-pop từ những năm 1960 đến 2000, bao gồm "Autumn Morning" (Yang Hee-eun và Lee Byung-woo, 1991), "Last Night Story" (Sobangcha, 1988), "Sleepless Rainy Night" (Park Kwang-hyun, 1990), "Secret Garden" (Lee Sang-eun, 2003), "By the Stream" (Jeong Mi-jo, 1972) và "Everyday with You" (Deulgukhwa, 1980). Đã có tin rằng, IU đã trực tiếp gặp mặt các nghệ sĩ để được cho phép làm lại các bài hát của họ.
Vào ngày 18 tháng 9 năm 2017, "Autumn Morning" đã được phát hành trùng với ngày kỷ niệm chín năm ra mắt của cô. Phần còn lại của bài hát được phát hành trên các trang âm nhạc vào bốn ngày sau, cùng với MV của "Last Night Story" và clip màn trình diễn đặc biệt của "Sleepless Rainy Night". Việc phát hành physical của album dự kiến sẽ phát hành vào ngày 25 tháng 9, nhưng bị trì hoãn vì remke album ban đầu sẽ bao gồm một bài hát của cố ca sĩ Kim Kwang-seok. Tuy nhiên, do những phát hiện gần đây về cái chết của con gái ông, LOEN quyết định rút bài hát này ra khỏi album của IU.

## Đón nhận

### Thương mại
"Autumn Morning" đạt được perfect all-kill sau hai ngày phát hành. Bài hát cũng đạt vị trí thứ nhất trên Gaon Digital Chart.

### Nhà phê bình
The Korea Herald nói rằng album thiếu cảm xúc và giọng hát của IU đã thất bại trong việc cân bằng và nhiều cảm xúc phức tạp của bản gốc.
Billboard đánh giá album rất tích cực, giải thích rằng "Sáu bài hát cover gần đây của IU đã đưa âm thanh của các ca sĩ các thập niên trước trở lại, thâm nhập vào các thể loại như folk và nu-disco để chứng minh cô xứng đáng là một trong những ca sĩ nữ ghê gớm nhất Hàn Quốc."

## Danh sách đĩa nhạc
| CD/Digital download | CD/Digital download                                                                     | CD/Digital download      | CD/Digital download |
| STT                 | Nhan đề                                                                                 | Original singer          | Thời lượng          |
| ------------------- | --------------------------------------------------------------------------------------- | ------------------------ | ------------------- |
| 1.                  | "Autumn Morning" (가을 아침; Gaeul Achim)                                               | Yang Hee Eun             | 3:38                |
| 2.                  | "Secret Garden" (비밀의 화원; Bimilui Hwawon)                                           | Lee Sang Eun             | 3:45                |
| 3.                  | "Sleepless Rainy Night" (잠 못 드는 밤 비는 내리고; Jam Mot Deuneun Bam Bineun Naeligo) | Park Kwanghyun/Kim Gunmo | 4:27                |
| 4.                  | "Last Night Story" (어젯밤 이야기; Eojetbam Iyagi)                                      | SoBangCha                | 3:54                |
| 5.                  | "By the Stream" (개여울; Gaeyeoul)                                                      | Jeong Mi-jo              | 5:38                |
| 6.                  | "Everyday with You" (매일 그대와; Maeil Geudaewa)                                       | Deulgukhwa               | 3:45                |
| Tổng thời lượng:    | Tổng thời lượng:                                                                        | Tổng thời lượng:         | 25:08               |

## Bảng xếp hạng
| Bảng xếp hạng (2017)        | Vị trí xếp hạng cao nhất |
| --------------------------- | ------------------------ |
| Hàn Quốc Album (Gaon)       | 3                        |
| US World Albums (Billboard) | 5                        |

## Doanh số
| Khu vực        | Doanh số |
| -------------- | -------- |
| Hàn Quốc(Gaon) | 49,862+  |